# Blaue Jemen-Vogelspinne
Die Blaue Jemen-Vogelspinne (Monocentropus balfouri) ist eine Spinne aus der Familie der Vogelspinnen (Theraphosidae). Die Art ist auf der zur Republik Jemen zählenden und im Indischen Ozean liegenden Insel Sokotra endemisch. Die Blaue Jemen-Vogelspinne erlangte eine gewisse Bekanntheit durch ihre für Spinnen ungewöhnliche soziale Lebensweise einschließlich ihres Brutpflegeverhaltens.
Der englische Trivialname der Blauen Jemen-Vogelspinne lautet Socotra Island Blue Baboon Tarantula (übersetzt etwa "Blaue Socotra-Insel-Pavianvogelspinne").

## Merkmale

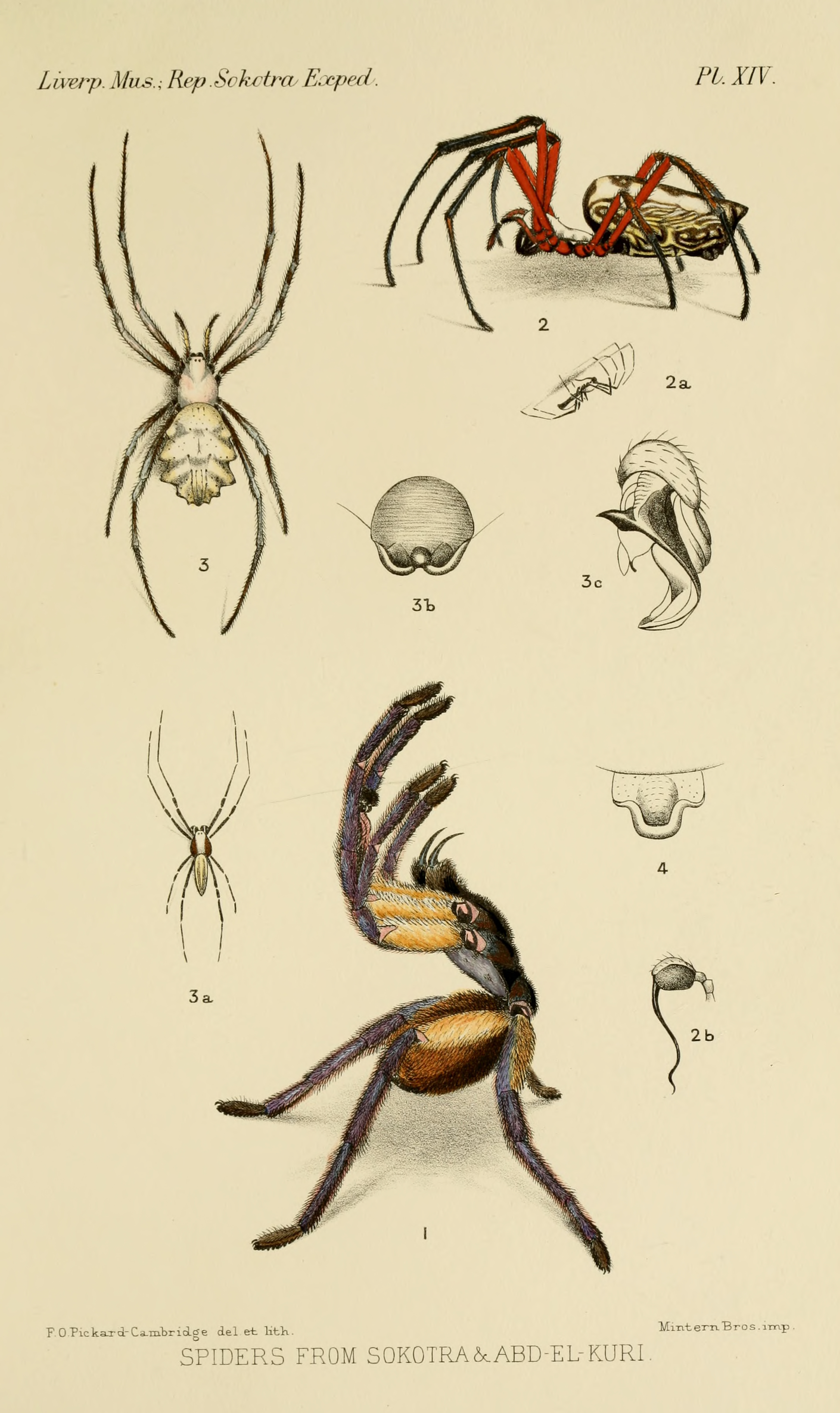
Ausschnitt aus The Natural History of Sokotra and Abd-el-Kuri von Frederick Octavius Pickard-Cambridge (1903). Dieser zeigt ein Exemplar der Blauen Jemen-Vogelspinne in Paarungsstellung eines Weibchens (1) und die Spinnenarten Nephila sumptuosa (2) sowie Argyope clarkii (3).

Die Blaue Jemen-Vogelspinne erreicht eine Körperlänge von rund 50 bis 70 Millimetern und zählt somit zu den mittelgroßen Vogelspinnen. Die Beinspannweite beläuft sich auf etwa 170 bis 180 Millimeter.
Die Art verfügt über eine markante Farbgebung. Der Carapax (Rückenschild des Prosomas, bzw. Vorderkörpers) ist blau-grau gefärbt und weist einen annähernd türkisen Farbschimmer auf. Die Beine sind von den Tarsen (Fußglieder) bis zu den  Patellen (Glieder vor den Tibien (Beinschienen)) einheitlich blau gefärbt. Ab den Femora (Schenkelglieder) geht der blaue Farbton in einen beige-grauen über.
Das Opisthosoma (Hinterleib) besitzt ebenso eine beige-graue Grundfarbe, obgleich die Spinnwarzen wiederum blau gefärbt sind.

## Vorkommen

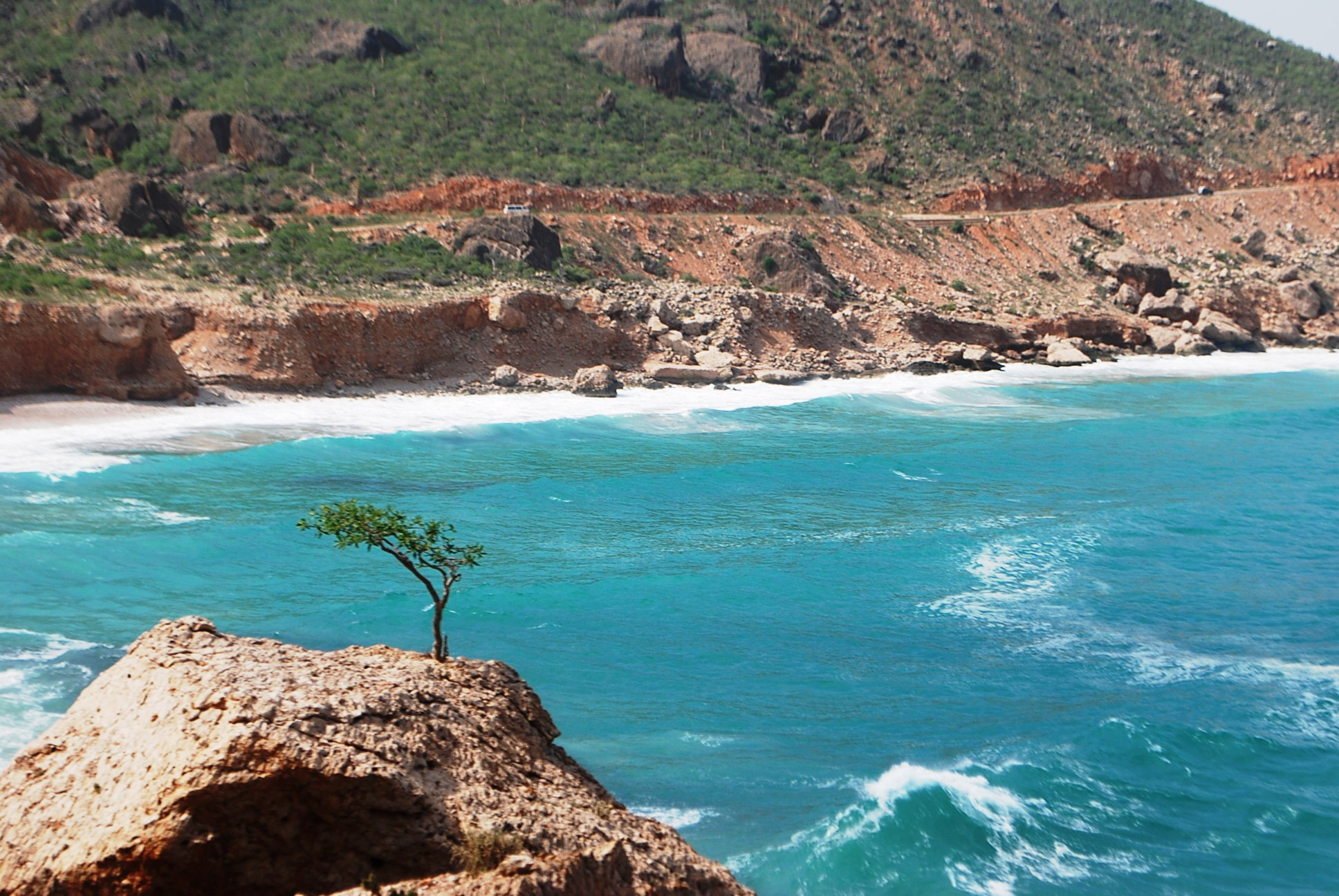
An den Küsten Sokotras ist die Blaue Jemen-Vogelspinne häufig aufzufinden.

Die Blaue Jemen-Vogelspinne bewohnt als Endemit die zur Republik Jemen zählende und im Indischen Ozean gelegene Insel Sokotra, die sich in dem Ozean in  der Nähe des Golfs von Aden befindet.

### Lebensräume
Die Blaue Jemen-Vogelspinne ist bevorzugt in Küstennähe zu finden. Sie kann jedoch auch in Höhen von bis zu 850 Metern über dem Meeresspiegel vorkommen. Entsprechend ihrer Lebensweise hält sich die Blaue Jemen-Vogelspinne in ihrem Habitat vorwiegend auf dem Boden auf.

### Bedrohung und Schutz
Über mögliche Bestandsbedrohungen der Blauen Jemen-Vogelspinne liegen keine Informationen vor, da ihre Bestände nicht von der IUCN gewertet werden. Einem Schutzstatus unterliegt sie dementsprechend nicht. Es wird aber vermutet, dass übermäßige Entnahmen der Art aus ihrem eher kleinen Verbreitungsgebiet zwecks der Heimtierhaltung (siehe Abschnitt "Terraristik") die Bestände der Art gefährden können.

## Lebensweise

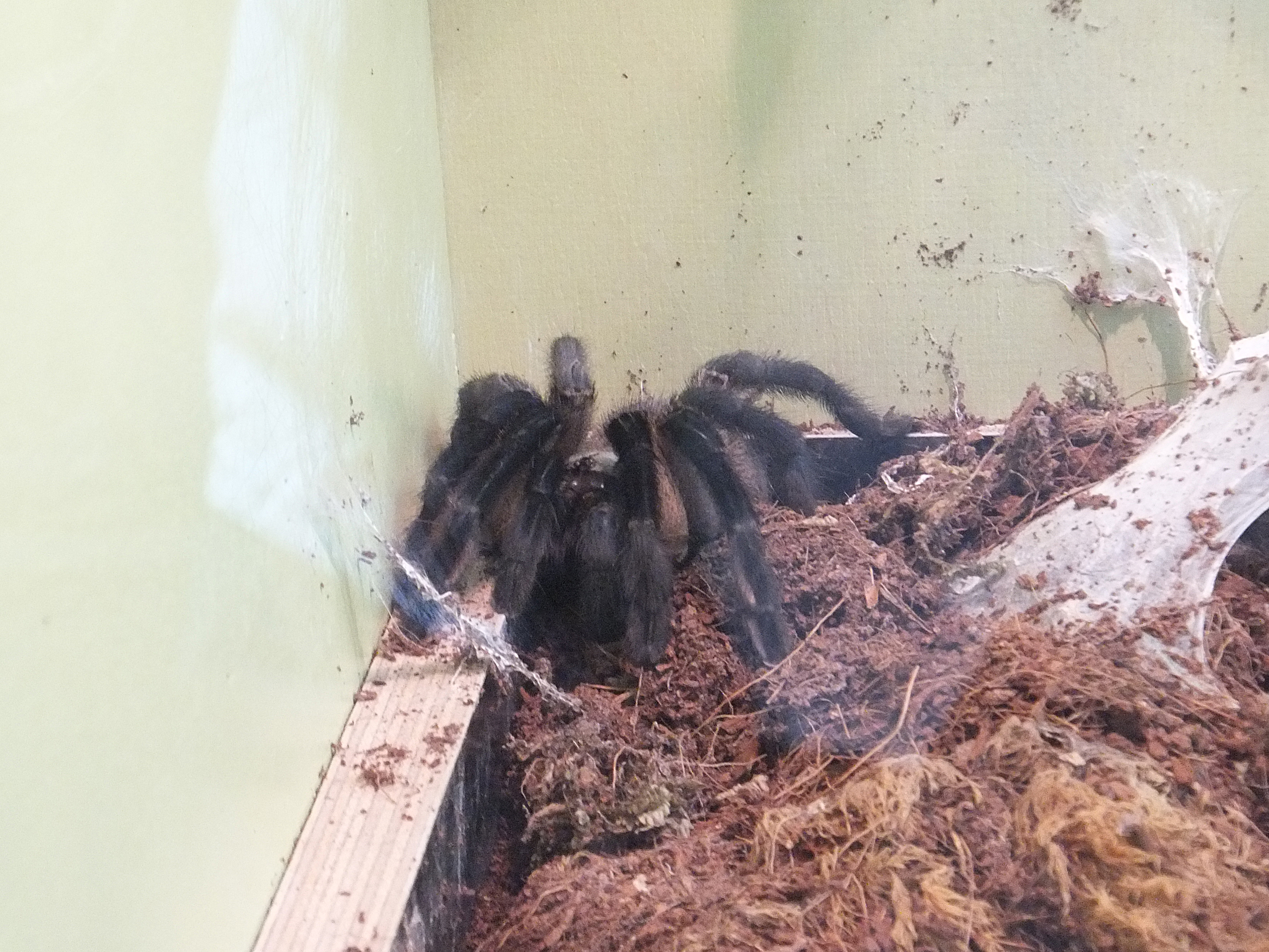
Weibchen außerhalb seines Unterschlupfes

Die Blaue Jemen-Vogelspinne zählt zu den bodenbewohnenden Vogelspinnen und gräbt sich, ähnlich wie viele andere Arten der Familie, Wohnröhren oder nimmt bereits vorhandene Verstecke an. In beiden Fällen wird der Unterschlupf mit einem Gespinst ausgekleidet. Es wird vermutet, dass die Blaue Jemen-Vogelspinne in freier Wildbahn nach jeder Häutung auch ihren alten Unterschlupf aufgibt und sich einen neuen errichtet.
Wie alle Vogelspinnen ist die Blaue Jemen-Vogelspinne nachtaktiv und bleibt am Tag meist versteckt. Sie hält sich zu dieser Zeit bevorzugt in ihrem Unterschlupf auf, während sie in der Nacht an dessen Eingang auf Beutetiere lauert.

### Jagdverhalten und Beutespektrum
Das Jagdverhalten der – wie nahezu alle Spinnen – räuberisch lebenden Blauen Jemen-Vogelspinnen entspricht dem anderer bodenbewohnender Vogelspinnen. Die Spinne lebt als Lauerjäger und verweilt in ihrer nächtlichen Aktivitätszeit bevorzugt an der Mündung der Wohnröhre. Sie nimmt wie für Vogelspinnen üblich Beutetiere überwiegend anhand von Vibrationen wahr. Dafür ist sie mit Sensillen (Sinneshaare) ausgestattet. Gelangt die Beute in Reichweite, stürzt sich die Vogelspinne in einem Sprung auf sie und versetzt ihr einen Giftbiss.
Wie bei anderen mittelgroßen Vogelspinnen ist das Beutespektrum der Blauen Jemen-Vogelspinne recht vielfältig und umfasst besonders andere Gliederfüßer, darunter auch größere und wehrhaftere, die ebenfalls räuberisch leben, wie Hundertfüßer oder Skorpione. Kleinere Wirbeltiere, darunter Reptilien, Amphibien und Nagetiere in passender Größe erweitern das Beutespektrum der Art.

### Soziales Verhalten

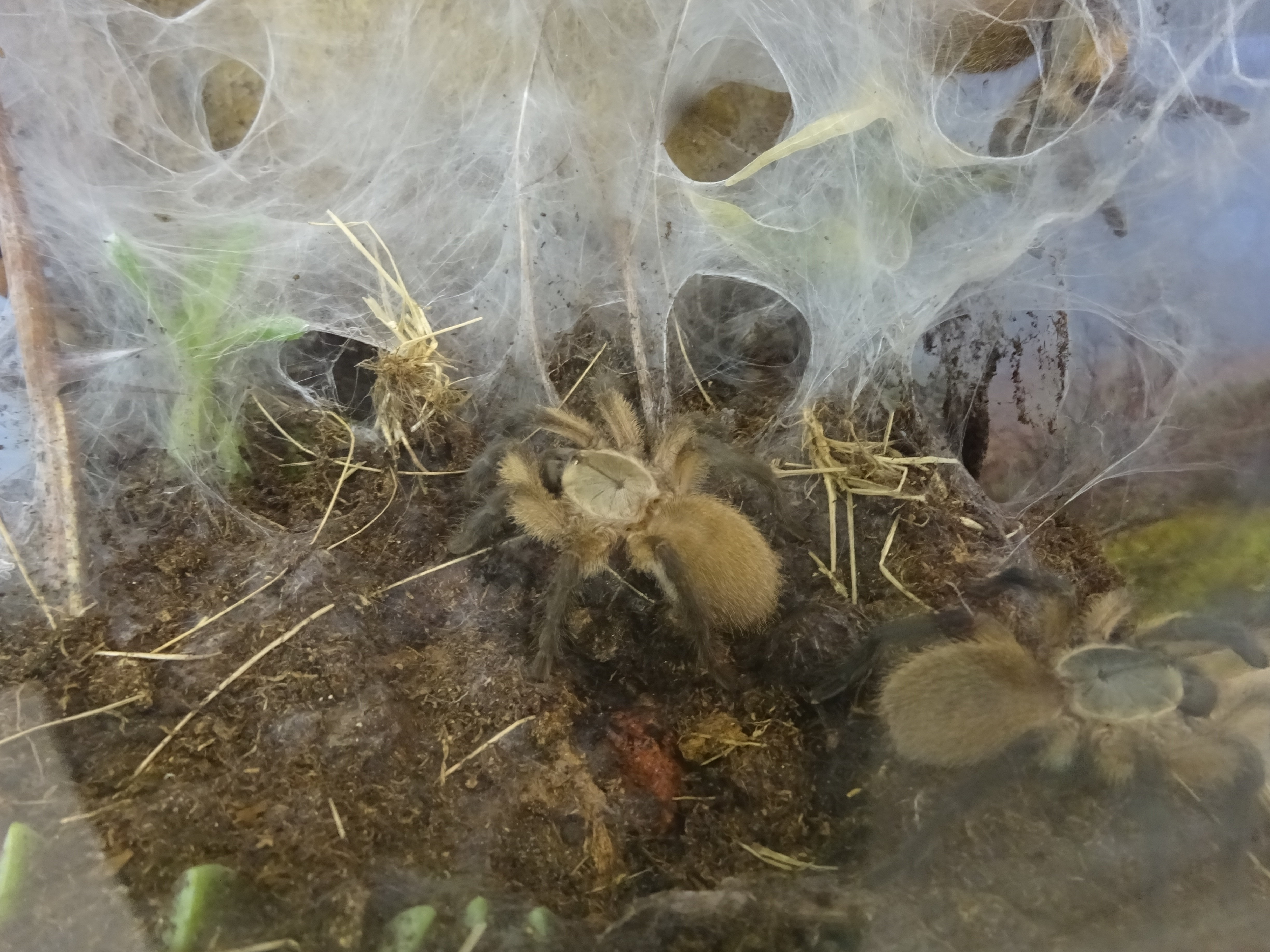
Mehrere Exemplare der Blauen Jemen-Vogelspinnen in einem Verband

Die Blaue Jemen-Vogelspinne zählt zu den wenigen Spinnen einschließlich der Vogelspinnen mit sozialer Lebensweise und einer dementsprechend gering ausgeprägten innerartlichen Aggressivität. Deshalb können mehrere in unmittelbarer Nähe befindliche Individuen der Art vorgefunden werden, die dort je ihren eigenen Unterschlupf nutzen, ohne dass es zu Kannibalismus kommt. Das soziale Verhalten ist auch bei der Brutpflege sichtbar (siehe Abschnitt "Schlupf und Brutpflege").

### Abwehrverhalten
Die Blaue Jemen-Vogelspinne ist eine eher scheue Art der Familie und versucht bei Störungen, etwa Begegnungen mit Prädatoren (Fressfeinden), meist zu fliehen. Ist dies nicht möglich, so nimmt die Art die für Vogelspinnenartige typische Drohgebärde ein, bei der sich die Spinne aufrichtet und das erste Beinpaar sowie die Pedipalpen (umgewandelte Extremitäten im Kopfbereich) erhebt. Mit den erhobenen Extremitäten schlägt die Spinne auch nach Angreifern. Als letzte Verteidigungsmöglichkeit bleibt der Art ein Giftbiss.
Weibchen, die ihren Eikokon bewachen, zeigen eine erhöhte Abwehrbereitschaft und können auch ohne Vorwarnung zur direkten Verteidigung übergehen.

### Lebenszyklus
Der Lebenszyklus der Blauen Jemen-Vogelspinne ist wie bei vielen Spinnen über mehrere Phasen aufgeteilt und zudem mitunter von den Jahreszeiten abhängig.

#### Paarung und Eiablage
Die Paarungszeit der Blauen Jemen-Vogelspinne findet zwischen Dezember und Februar statt. Das Paarungsverhalten der Art weicht nicht von dem anderer Vogelspinnen ab. Das Männchen nähert sich anfangs vorsichtig dem Weibchen, zeigt aber keine Scheu mehr, sobald die eigentliche Paarung beginnt. Oftmals interagieren beide Geschlechter mehrmals miteinander während der Paarung.
Sechs bis acht Wochen nach der Paarung (zwischen Februar und April) legt das Weibchen in seinem Unterschlupf einen Eikokon an, der 20 bis 40 Eier enthalten kann. Damit ist die Anzahl der Eier im Kokon der Blauen Jemen-Vogelspinne vergleichsweise sehr gering. Bei ausreichender Menge an Sperma, das das Männchen während der Paarung übertragen hat, kann das Weibchen jedoch auch einen zweiten Eikokon herstellen.

#### Schlupf und Brutpflege
Die Jungtiere schlüpfen nach 38 bis 42 Tagen und verbleiben vorerst bei ihrer Mutter. Für Vogelspinnen unüblich durchlaufen die Jungtiere der Blauen Jemen-Vogelspinne drei anstelle von zwei Larvenstadien.
Die Blaue Jemen-Vogelspinne zeigt ein für Vogelspinnen außergewöhnliches Verhalten von Brutpflege. Die Mutter erlegt Beutetiere und reicht sie ihren Nachkommen in bereits zerkleinertem Zustand, was dann die Aufnahme durch die Jungtiere erleichtert. Die Jungtiere verbleiben für einige Monate und bis zur zweiten Fresshaut bei ihrer Mutter und verlassen ihren Unterschlupf dann, um selbstständig zu leben.

#### Heranwachsen und Lebenserwartung

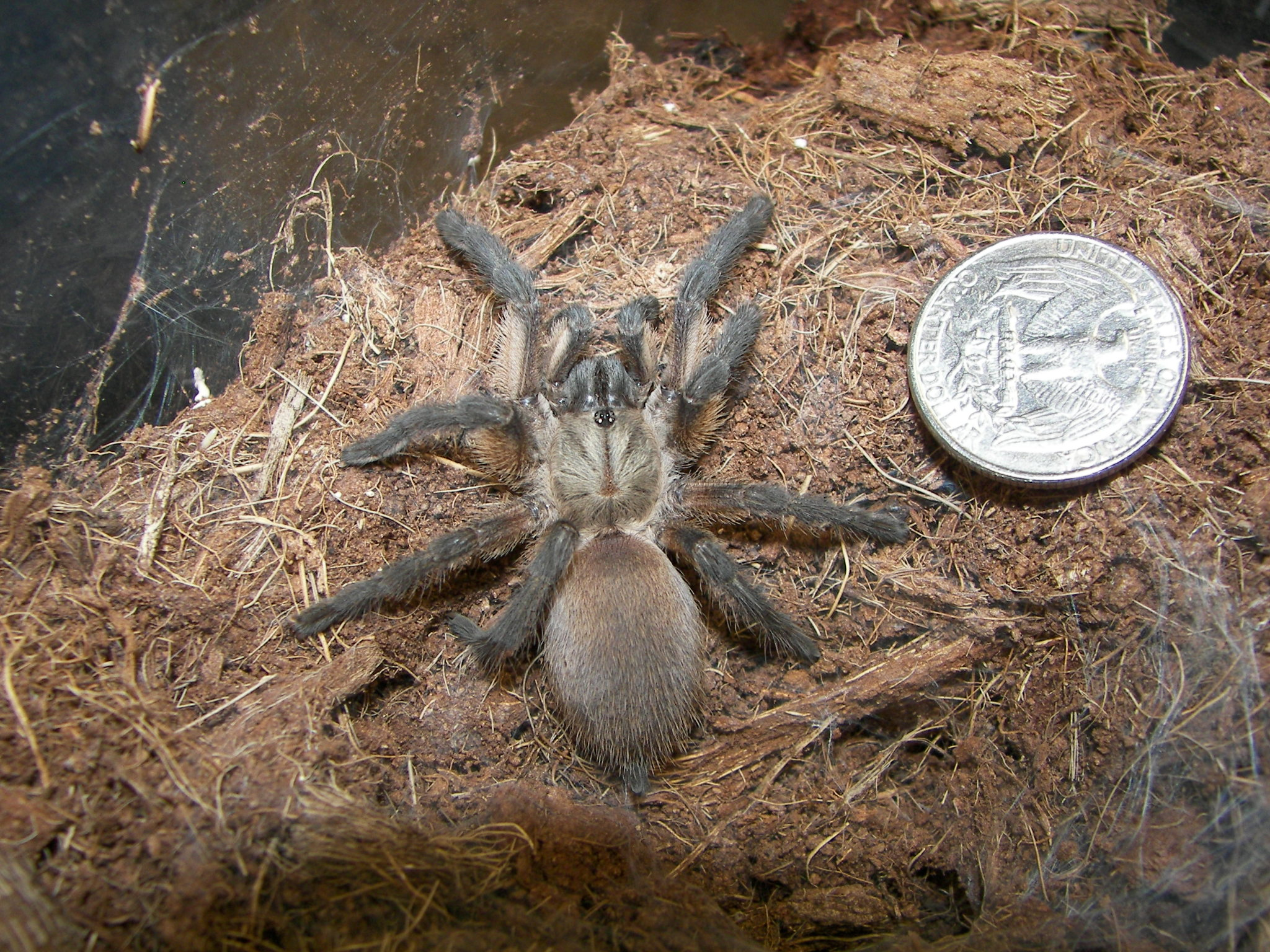
Jungtier im Größenvergleich

Die Weibchen der Blauen Jemen-Vogelspinne benötigen bis zur Geschlechtsreife etwa zwei Jahre, die Männchen wie für Vogelspinnen üblich weniger und können bei guten Futterbedingungen auch schon nach sieben Monaten ausgewachsen sein. Auch ist die maximale Lebenserwartung der Weibchen wie bei anderen Vogelspinnen mit gut 10 bis 14 Jahren deutlich länger als die des Männchens, die nur etwa drei bis vier Jahre beträgt.

## Blaue Jemen-Vogelspinne und Mensch
Die Blaue Jemen-Vogelspinne hat bei verschiedenen Personen einen unterschiedlichen Ruf, der auch je nach Landesteil und Überlieferung variiert.

### Ruf auf Sokotra und Mythen
Von der einheimischen Bevölkerung Sokotras wird die Blaue Jemen-Vogelspinne zumeist gefürchtet, da das Gerücht besteht, das Gift der Spinne reiche aus, um ein Kamel zu töten. Obgleich die Wirkung des Giftes der Art nie wissenschaftlich überprüft wurde, ist das dennoch sehr unwahrscheinlich. Die Toxizität (Wirkung) der Gifte von Vogelspinnen ist, abgesehen von wenigen Ausnahmen, normalerweise nicht ausreichend, um bei größeren Säugetieren wie den Kamelen oder auch beim Menschen medizinisch relevante Symptome hervorzurufen.

### Terraristik
In der Heimtierhaltung im Bereich der Terraristik ist die Blaue Jemen-Vogelspinne beliebt, was mit ihrem markanten Erscheinungsbild zusammenhängt und auch mit ihrem sozialen sowie brutpflegenden Verhalten zu begründen ist. Für die erfolgreiche Haltung muss ein entsprechend tiefer und zum Umgraben geeigneter Untergrund beschafft und das eher trockene und warme Klima ihres natürlichen Vorkommensgebietes simuliert werden, wobei das künstliche Habitat dennoch nie ganz austrocknen darf und auch Trinkmöglichkeiten für die Spinnen gegeben sein sollen. Bei der Haltung mehrerer Exemplare ist ein entsprechend größeres Behältnis notwendig. In der Terraristik hat sich die gemeinsame Haltung eines Zuchtverbandes bewährt, um Kannibalismus möglichst zu verhindern.
Bei der Nachzucht der Art im Terrarium ist es wichtig, dass für ein erfolgreiches Aufwachsen die Jungtiere vorerst bei der Mutter belassen werden, da diese anfangs selbstständig noch nicht lebensfähig sind. Die Mehrheit der Versuche der Aufzucht von Jungtieren, die ihre Mutter verloren hatten, endete mit dem schnellen Tod der Jungtiere.
Seit etwa 2010 sind auch die ersten Nachzuchten der Art in Menschenobhut erfolgt, was eine Beschaffung von Exemplaren der Blauen Jemen-Vogelspinne und den Pflegeaufwand vereinfacht sowie auch Wildbestände weniger belastet.

## Systematik
Die Blaue Jemen-Vogelspinne wurde 1897 von Reginald Innes Pocock erstbeschrieben und erfuhr seitdem keine Namensänderungen oder Umstellungen. Sie ist überdies die Typusart der Gattung Monocentropus. Der Artname ehrt den Entdecker der Spinne, Sir Isaac Bayley Balfour, der im Jahr 1880 eine wissenschaftliche Expedition nach Sokotra leitete. Das Interesse an der eigenartigen Tier- und Pflanzenwelt der Insel war damals sehr groß, sodass auch die Kaiserliche Akademie der Wissenschaften in Wien eine wissenschaftliche Expedition auf die Insel entsandte.

## Galerie

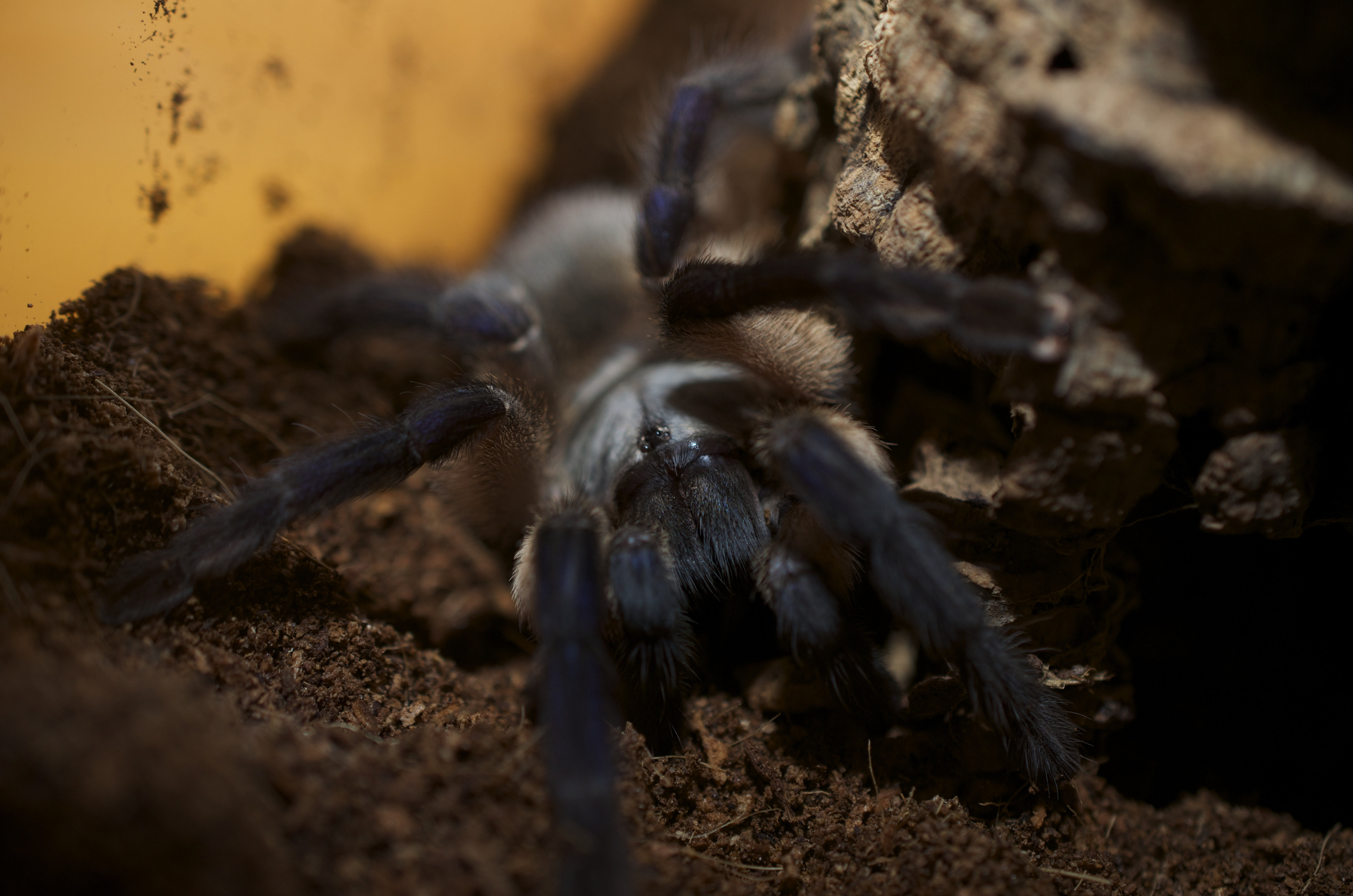
Frontalansicht eines Weibchens
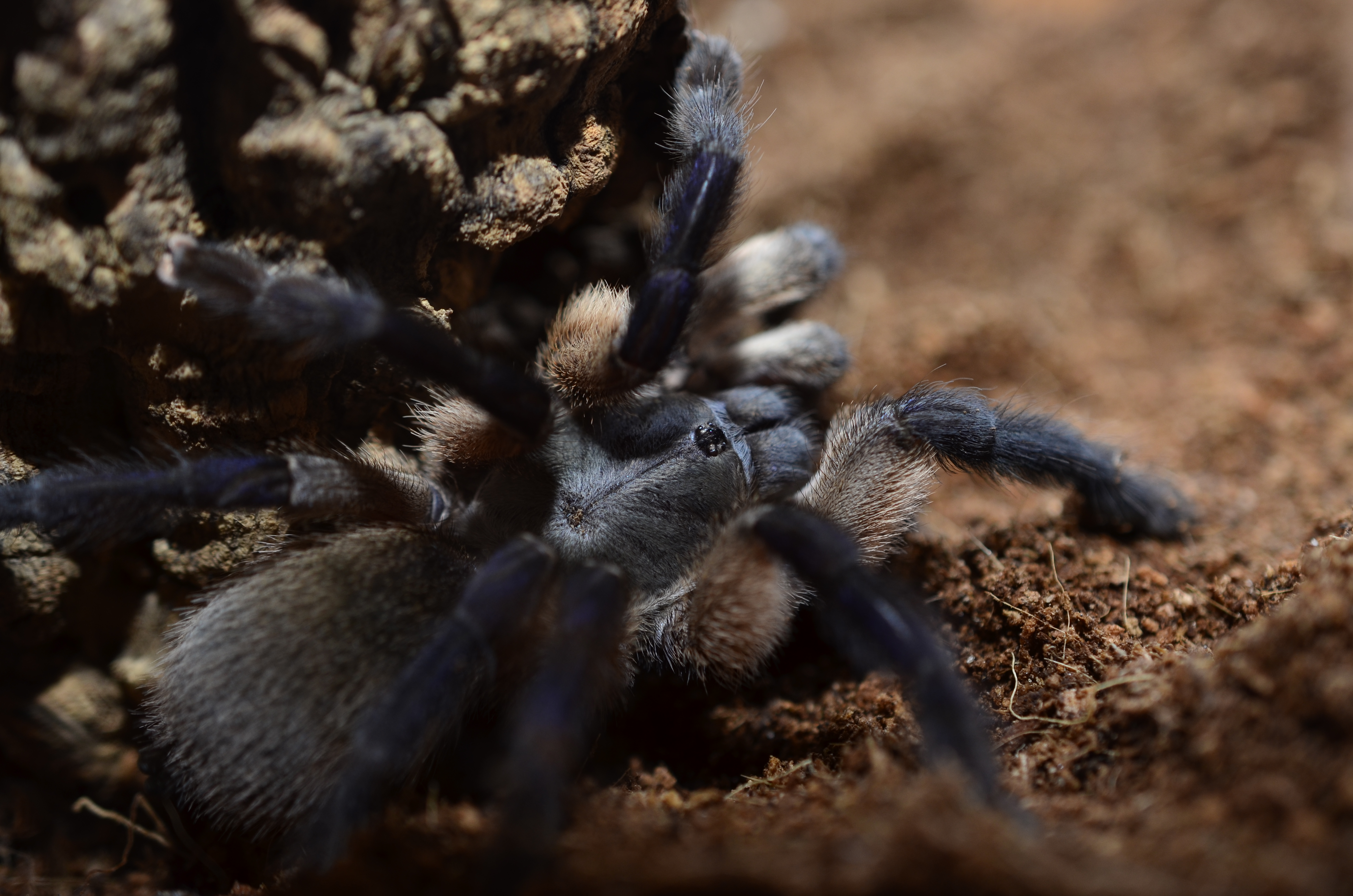
Rückansicht eines Weibchens
- Am sog. Dyskinetischen Syndrom erkranktes Männchen mit sichtbaren Muskelkontraktionen